# North American FJ-1 Fury

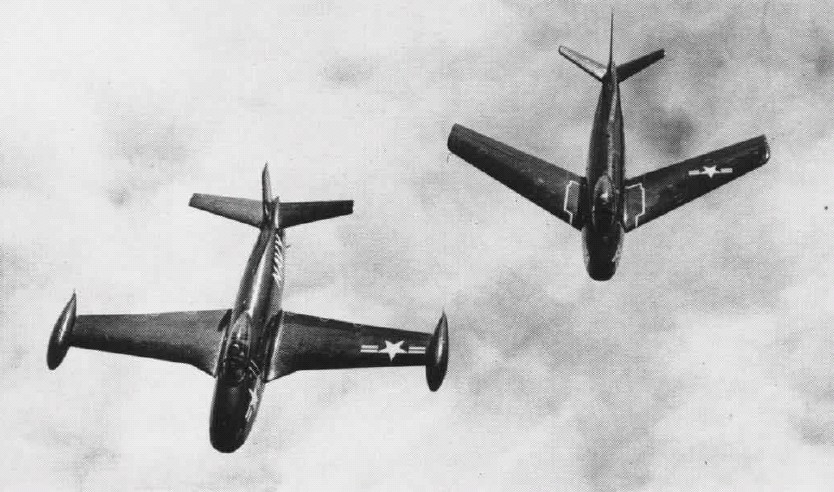
FJ-1 y FJ-2 en 1952.

El North American FJ-1 Fury fue el primer caza embarcado a reacción en servicio operativo de la Marina de los Estados Unidos . Desarrollado por North American Aviation como el NA-134.; fue un reactor convencional, de limitado éxito, en el que se usaron las superficies de cola, alas y cúpula del P-51 Mustang. Pero por la evolución del diseño, para incorporar alas en flecha se transformó en el diseño básico para el reactor basado en tierra XP-86 de la Fuerza Aérea de los Estados Unidos, prototipo del F-86 Sabre.

## Diseño y desarrollo
Ordenado en enero de 1945 como el XFJ-1, en competición con propuestas de la Douglas Aircraft Company ( McDonnell XFD-1 Phantom ) y la Vought ( Vought XF6U Pirate ), el Fury devino en un caza de ala recta, con tren de aterrizaje en “triciclo” y con un turborreactor ubicado a lo largo del fuselaje. Las alas, empenaje y cúpula, recuerdan al P-51 Mustang, que fue el mayor éxito de la North American Aviation durante la Segunda Guerra Mundial.
El primer vuelo del prototipo XFJ-1 propulsado por un reactor General Electric J35-GE-2 de 1.730 kg de empuje, tuvo lugar el 11 de noviembre de 1946, con las primeras trece entregas de esta aeronave comenzando en octubre de 1947. El primer aterrizaje de un Fury en un portaaviones se realizó el 10 de marzo de 1948, a bordo del USS Boxer. Volado en operaciones de la armada por el escuadrón VF-5, el Fury fue pionero en las operaciones basadas en portaaviones, subrayando la necesidad de equipar los buques con catapultas de despegue. El FJ-1 era capaz de despegar sin ayuda de catapulta, pero en una cubierta de vuelo atestada esta capacidad era poco práctica. En realidad, despegar sin la ayuda de las catapultas llevaba a la aeronave a desarrollar un ascenso lento, que se consideraba demasiado peligroso para operaciones normales.
Dado que la única forma conocida en la época de asegurar la estabilidad a las bajas velocidades necesarias para el aterrizaje en portaaviones eran las alas rectas, el FJ-1 estaba construido con estas. No se habían previsto alas plegables, por lo que se debió encontrar otra opción para hacer espacio en los buques. Para conservar el espacio en la cubierta de vuelo el tren de aterrizaje bajo la nariz del avión podía “arrodillarse”, bajando el morro y elevando la cola, lo que permitía “apilarlos” en cubierta, ahorrando así espacio en la cubierta.
Las primeras cien órdenes por este aparato fueron reducidas a 30 y los primeros aviones comenzaron a ser entregados en marzo de 1948 siendo al principio mayormente usados en pruebas de apontaje en ese mismo mes en la “Naval Air Station North Island”, por el escuadrón VF-5A, (más tarde VF-51) comenzando su servicio operacional en agosto de 1948 cuando el VF-51 se transformó en un escuadrón embarcado, en el USS Boxer, el FJ-1 fue dejado de lado, a favor del F9F-3 Panther. Estos aparatos estaban armados con seis ametralladoras de 12,7 mm instaladas en el morro junto a la toma de aire y estaban propulsados por el motor J35-A-2 de 1.815 kg de empuje.
Terminando su carrera en la Reserva Naval de los Estado Unidos, fue eventualmente retirado en 1953. El punto más alto en su corta carrera fue el triunfo del VF-51 en la carrera “Bendix Trophy Race” para reactores en septiembre de 1948. La unidad formada por siete FJ-1, voló desde Long Beach, California hasta Cleveland, Ohio, con los Fury conquistando los primeros 4 lugares, seguidos de dos California ANG F-80.

## Variantes
XFJ-1Prototipo, propulsado por un motor turborreactor General Electric J35-GE-2 con un empuje de 3.820 lbf (17 kN). 3 ejemplares construidos.
FJ-1 FuryCaza monoplaza, propulsado por un turborreactor Allison J35-A-2 con un empuje de 4.000 lbf (17,8 kN) y armado con 6 ametralladoras M2 Browning de calibre 12,7 mm. 30 ejemplares fabricados.

## Operadores
Estados Unidos
- Armada de los Estados Unidos
- Cuerpo de Marines de los Estados Unidos

## Especificaciones (FJ-1)

### Características generales
- Tripulación: 1 piloto
- Longitud: 10,48 m
- Envergadura: 11,63 m
- Altura: 4,52 m
- Superficie alar: 20,5 m²
- Peso vacío: 4.010 kg
- Peso cargado: 6.854 kg
- Planta motriz: 1× turborreactor Allison J35-A-2.
  - Empuje normal: 17,8 kN (1814 kgf; 4000 lbf) de empuje.
- Capacidad de combustible: 1.743 litros en depósito interno y 2× 644 litros en tanques externos de punta alar.

### Rendimiento
- Velocidad máxima operativa (Vno): 880 km/h (547 MPH; 475 kt) a 2.743 m de altitud
- Velocidad de entrada en pérdida (Vs): 194 km/h (121 MPH; 105 kt)
- Alcance: 2407 km (1300 nmi; 1496 mi) con tanques externos
- Techo de vuelo: 9754 m (32 000 ft)
- Régimen de ascenso: 16,8 m/s (3297 ft/min) a nivel del mar
- Empuje/peso: 0,38

### Armamento
- Ametralladoras: 6× M2 Browning de calibre 12,7 mm (.50) con un total de 1.500 proyectiles

### Desarrollos relacionados
- North American P-51 Mustang
- North American F-86 Sabre
- North American FJ-2/-3 Fury
- North American FJ-4 Fury

### Aeronaves similares
- McDonnell FH Phantom
- Vought F6U Pirate
- de Havilland Sea Vampire
- Gloster E.1/44
- Hawker Sea Hawk
- Supermarine Attacker
- Saab 29 Tunnan

### Secuencias de designación
- Secuencia NA-_ (interna de North American): ← NA-131 - NA-132 - NA-133 - NA-134 - NA-135 - NA-136 - NA-137 - NA-138 - NA-139 - NA-140 - NA-141 - NA-142 - NA-143 - NA-144 →
- Secuencia F_J (Cazas de la Armada estadounidense, 1922-1962 (North American, 1937-1962)): FJ-1 - FJ-2/3 - FJ-4

### Listas relacionadas
- Anexo:Aeronaves militares de los Estados Unidos (navales)